# Zende (Cameroun)
Zende est un village du Cameroun situé dans le département du Haut-Nyong et la région de l'Est.
Il fait partie de la commune d’Angossas.

## Population
En 1966-1967, on y a dénombré 344 habitants.
Lors du recensement de 2005, Zende comptait 152 habitants.

## Développement
Selon le Plan Communal de Développement d’Angossas (2012), plusieurs mesures ont été envisagées pour le développement de Zende :
1. Aménagement d'un sites touristique (Grotte de Zendé) ;
2. Construction de deux puits / forages d’eau potable et aménagement de trois sources ;
3. Exploitation des carrières de pierre.